# Hallam (Nebraska)
Hallam ist ein Village im Lancaster County im Bundesstaat Nebraska der Vereinigten Staaten. Das Dorf liegt ca. 30 Kilometer südsüdwestlich von Lincoln und hatte bei der letzten Volkszählung im Jahr 2010 insgesamt 213 Einwohner.

## Geschichte
Das Dorf Hallam wurde im November 1892 gegründet, nachdem die Chicago, Rock Island and Pacific Railroad dorthin verlängert wurde. Als Gründer des Ortes gilt Frederick Schneider, der ein Teil des Landes an die Eisenbahngesellschaft verkaufte. Benannt wurde das Dorf nach dem Vorschlag von Jacob Schadd, einem Mitarbeiter der Eisenbahngesellschaft, nach dem Dorf Hallau in der Schweiz, dem Herkunftsort Schadds. Die Schreibweise Hallam geht auf einen Rechtschreibfehler in den Gründungsdokumenten zurück, bei dem die Buchstaben „u“ und „m“ vertauscht wurden. Nachdem das erste Grundstück 1892 verkauft und bebaut wurde, begann der Ort langsam zu wachsen. In Hallam gab es einen Telefonanschluss und eine Arztpraxis.
Ein Jahr später wurde die örtliche Stelle des United States Postal Service in Hallam eröffnet und das erste Eigenheim wurde gebaut. Ebenfalls 1893 erhielt die Stadt ihre erste Kirche, die Congregational United Church of Christ. Seit 1898 gab es in dem Dorf eine Bank und kurz nach der Jahrhundertwende verfügte Hallam über ein Werkzeuggeschäft, ein Trockenwarengeschäft und eine Apotheke. 1901 wurde Hallam als Village inkorporiert, außerdem erhielt der Ort eine Schule. Während Hallam während des Eisenbahnbaus einen starken Einwohnerzuwachs erlebte, blieb die Einwohnerzahl später weitgehend konstant. 1917 wurde die zweite Kirche des Ortes, die Hallam United Methodist Church, erbaut. 1920 wurde der Ort erstmals mit elektrischem Strom versorgt. In den Jahren 1929 und 1937 kam es in Hallam zu größeren Bränden, bei denen Teile des Ortes zerstört wurden.
1962 wurde der Bau des Kernkraftwerks Hallam, des zweiten Atomkraftwerks in den Vereinigten Staaten, fertig gestellt. Die dadurch zur Verfügung gestellten Arbeitsplätze führten zu einer Verdoppelung der Einwohnerzahl zwischen 1950 und 1960. Am 1. September 1964 wurde die nukleare Stromerzeugung in Hallam aus sicherheitstechnischen Gründen wieder eingestellt und das Kraftwerk zu einem Kohlekraftwerk umfunktioniert.
Am 22. Mai 2004 wurde Hallam von einem Tornado der Stärke 4 auf der Fujita-Skala verwüstet. Dabei wurde eine Person getötet und etwa 40 weitere verletzt. Der Ort wurde beinahe vollständig zerstört, auch die beiden Kirchen fielen dem Tornado zum Opfer und wurden danach neu aufgebaut.

## Demografie

### Census 2010
Bei der Volkszählung 2010 lebten in Hallam 213 Einwohner, verteilt auf 78 Haushalte und 63 Familien. Von den Einwohnern waren 95,3 % Weiße, 0,9 % amerikanische Ureinwohner, 3,3 % Asiaten und 0,5 % waren anderer Abstammung. Altersmäßig waren 27,7 % der Einwohner unter 18 Jahren alt, 5,2 % waren zwischen 18 und 24, 30,0 % zwischen 25 und 44, 30,1 % zwischen 45 und 64 und 7,0 % waren älter als 65 Jahre. Das Medianalter betrug 35,1 Jahre. In 41,9 % der Haushalte lebten Kinder unter 18 Jahren und in 6,4 % der Haushalte lebten Personen über 65. 53,5 % der Einwohner waren männlich und 46,5 % weiblich.

### Census 2000
Bei der Volkszählung im Jahr 2000 hatte Hallam 276 Einwohner, verteilt auf 110 Haushalte und 86 Familien. 92,39 % der Einwohner waren Weiße, 2,54 % Ureinwohner, 4,35 % Asiaten sowie 0,72 % anderer Abstammung.
Das durchschnittliche Einkommen pro Haushalt betrug in der Stadt zu diesem Zeitpunkt 42.031 US-Dollar, das durchschnittliche Einkommen einer Familie lag bei 45.156 US-Dollar. 2,5 % der Einwohner lebten unterhalb der Armutsgrenze, von diesen Einwohnern waren keine unter 18 und 12,5 % über 65 Jahre alt.

## Wirtschaft und Infrastruktur
Aufgrund der äußert ländlichen Lage ist die Wirtschaft in Hallam von der Landwirtschaft geprägt. Das Dorf verfügt über einen von zwei Getreidehebern im südlichen Lancaster County. Zudem profitiert Hallam wirtschaftlich von der Nähe zur Stadt Lincoln. Hauptarbeitgeber ist das nördlich von Hallam gelegene Kohlekraftwerk Sheldon Station Power Plant.
Hallam liegt etwa sieben Kilometer westlich des U.S. Highway 77 zwischen Lincoln und Beatrice. Der Interstate 80 liegt rund 40 Kilometer nördlich von Hallam. Der Ort gehört zum Schulbezirk der Stadt Crete, wo die Kinder von Hallam die Schule besuchen.